# Земля і вода

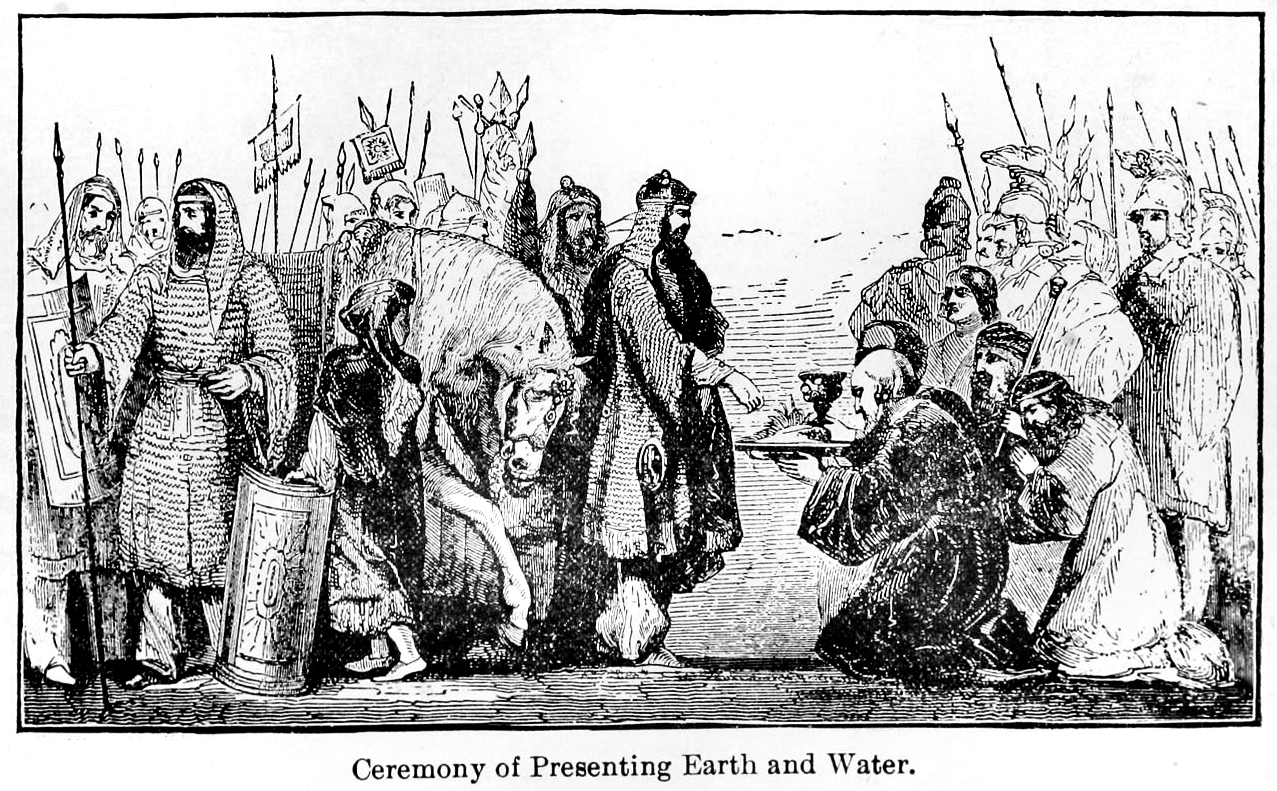
«Обряд дарування землі і води».

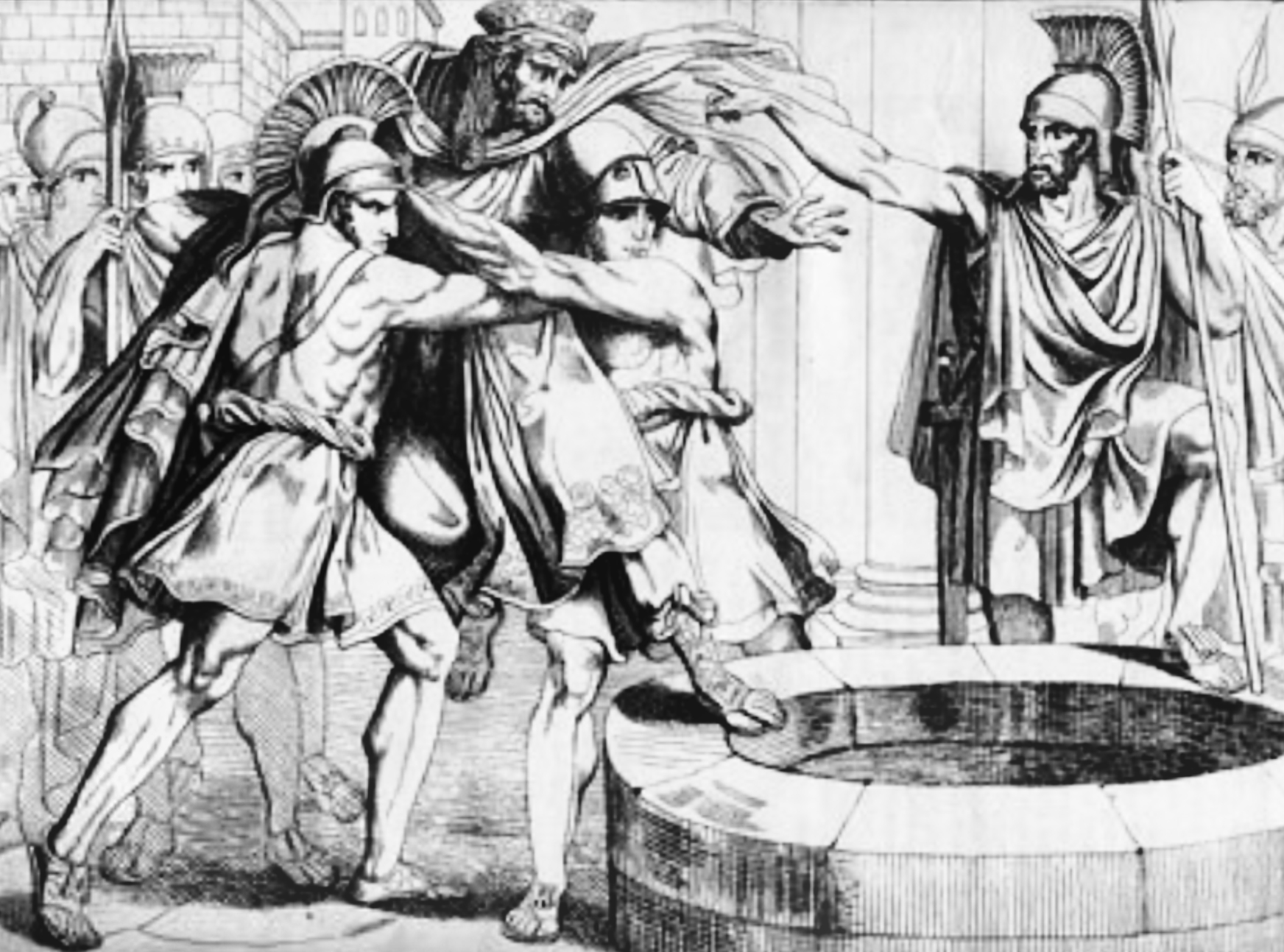
Спартанці кидають у криницю послів Ахеменідів, які прибули вимагати «землі і води».

У працях давньогрецького літописця Геродота, словосполучення земля і вода використовується для представлення вимоги Перської імперії умовної данини від міст або людей, які їм здалися.

## Застосування в оповідях Геродота
У книзі четвертій, Геродот вперше згадує термін земля і вода у відповіді царя скіфів Іданфірса перському цареві Дарію. У книзі 5 повідомляється, що Дарій послав глашатаїв, вимагаючи землі та води від македонського царя Амінти I, що той прийняв. Це також було запропоновано афінському посольству до Артаферна 507 року до н. е., яке також підкорилося. У 6-й книзі йдеться, як Дарій розіслав герольдів по всій Греції, вимагаючи землі та води для царя. Було небагато міст-держав, які відмовилися. У книзі 7 він розповідає, що коли перси відправили посланців до спартанців та афінян, вимагаючи звичного знаку капітуляції ― жертвування землі та води, спартанці кинули їх у криницю, а афіняни скинули в ущелину, натякаючи, що впавши на дно, вони могли «Набрати їх собі».
Незадовго до другого перського вторгнення Ксеркса в Грецію, спартанці добровільно послали двох чоловіків знатного походження в Сузи для страти, як спокуту за смерть герольдів Дарія. Це не задовольнило Ксеркса, який покарав греків, розгромивши спартанську армію та зруйнувавши Афіни.

## Тлумачення
Вимога землі та води означала те, що ті, хто здався персам, відмовлялися від усіх своїх прав на власну землю та всі багатства землі. Давши землю і воду, вони визнали перську владу над усім; навіть їхні життя тепер належали цареві персів. Потім стануться перемовини, щоб визначити зобов'язання та переваги підкорених.
Словосполучення «земля і вода» навіть у теперішній грецькій мові символізує безумовне підпорядкування завойовнику.
За словами сучасного історика Дж. М. Балсера, значення землі та води полягає в тому, що вони були зороастрійськими знаками та символізували васальну залежність від Перської імперії. «Перські герольди мандрували Грецією, вимагаючи визнання перського сюзеренітету та зороастрійських символів землі та води, знаків васалітету…».
Однак, згідно з новим дослідженням Деніела Бекмана, приношення «землі та води» походить від неоассирійських звичаїв, що значило насильницьке завоювання міста, тоді як в імперії Ахеменідів це символізувало мирне, добровільне підпорядкування державі-сюзерену.

## Подальше читання
- Rung, Eduard (2015). The Language of the Achaemenid Imperial Diplomacy towards the Greeks: The Meaning of Earth and Water. Klio. 97 (2): 503—515. doi:10.1515/klio-2015-0035.